# Grégoire Sorel
Grégoire Sorel (* 2. November 1739 in Villeneuve-de-Marc, Isère, Königreich Frankreich als Jacques-François Sorel; † 22. April 1825 in der Grande Chartreuse, Frankreich) war ein französischer Kartäuser.

## Leben
Jacques-François Sorel war der Sohn von Pierre Sorel, Notaire royal, Secrétaire-greffier und Vice-châtelain von Villeneuve-de-Marc und seiner Frau Anne Vignon.

### Vor der französischen Revolution
Am 8. September 1765 legte er in der Grand Chartreuse seine Profess ab und nahm den Ordensnamen Grégoire an. Am gleichen Tag empfing er auch die Priesterweihe. 1775 wurde er Sakristan, 1777 Novizenmeister, 1778 Vikar und später im Jahr Prokurator in Meyriat, 1781 Prokurator in Montmerle, 1784 Prokurator in Sélignac und 1785 Prior von Vaucluse.

### Während der Revolution
Während der französischen Revolution wurden die Klöster aufgehoben und Sorel verlor sein Amt.
Am 23. Juni 1791 verließ Dom Grégoire mit den sieben Patres, aus denen seine Gemeinschaft bestand, die Kartause Vaucluse. Am 16. und 17. August 1792 wurde die Abschaffung jeglichen Ordenslebens verfügt und die erneut vertriebenen Mönche verließen Sélignac am 1. Oktober 1792. Er suchte Zuflucht in Bourg-en-Bresse. Er versteckte sich und übte sein Priesteramt heimlich aus. Im Juni 1794 wurde er wegen des Widerrufes seines Eides auf die Verfassung in ein Untersuchungsgefängnis in Bourg eingewiesen. Im August erkrankte er an Fieber und Ruhr und wurde ins Krankenhaus gebracht. Kurz darauf wurde er freigelassen. Er zog sich in die Dauphiné zurück und nutzte die Religionsfreiheit, um sein Amt in der Region Saint-Jean-de-Bournay auszuüben. 1798 wurde er zum Erzpriester von Saint-Jean-de-Bournay ernannt. Mit der Wiederherstellung des katholischen Gottesdienstes wurde er im Februar 1803 zum Priester dieser Gemeinde ernannt.

### Wiederherstellung der Grande Chartreuse nach der Revolution
Am 8. Juli 1816 kehrte auf königlichen Befehl vom 27. April 1816 mit einer Gruppe von acht oder neun Kartäusern um Romuald Moissonnier zur Grande Chartreuse zurück. Sie baten Sorel, sich ihnen anzuschließen. Am 16. September 1816 wurde er im Alter von 77 Jahren zum Prior der Grande Chartreuse und Generalminister des Kartäuserorden ernannt. Er kümmerte sich um die dringendsten Reparaturen.
Er trat 1824 zurück und Benoit Nizzati, Prior von Turin, folgte ihm nach. Sorel starb am 22. April 1825.